# Ali-Akbar Sa'idi Sirjani
Ali-Akbar Sa'idi Sirjani (en persan : علی اکبر سعیدی سیرجانی),  né le 12 décembre 1931 à Sirjan et mort le 28 novembre 1994, est un écrivain, poète et journaliste iranien. 
Il meurt en prison dans des circonstances non élucidées après son arrestation à la suite de ses critiques ouvertement formulées du gouvernement iranien. 

## Biographie

### Activité politique
Ali-Akbar Sa'idi Sirjani est un partisan déçu de la révolution islamique. Il critique la République islamique et  au travers de récits satiriques et allégoriques. Il affronte ouvertement les autorités en 1989, avec la publication d'un livre de dissertations, d'histoires et de paraboles intitulé You of Shortened Sleeves. Le premier tirage est épuisé en quelques jours et le ministère de la Culture et de l'Orientation Islamique interdit non seulement le second tirage, mais tous les autres livres de Ali-Akbar Sa'idi Sirjani.
Ali-Akbar Sa'idi Sirjani lance alors en réaction une campagne d’écriture de lettres, exigeant la publication d’une deuxième impression. L’ayatollah Ali Khamenei lui ordonne de mettre fin à ses écrits et à ses protestations. Ali-Akbar Sa'idi Sirjani refuse et critique directement la République islamique dans une lettre ouverte. Selon l'érudit iranien Ahmad Karimi-Hakkak, cette lettre signe l'arrêt de mort de son auteur. 

### Arrestation
Ali-Akbar Sa'idi Sirjani est arrêté le 14 mars 1994 (selon une autre source, le 13 mars 1993) et accusé entre autres d'avoir critiqué ouvertement le gouvernement. Un porte-parole du ministère iranien de la Sécurité et des services de renseignement déclare que l'arrestation concerne « l'usage de drogue, la production d'alcool, les activités homosexuelles, les contacts avec des réseaux d'espionnage et le fait d'avoir reçu de l'argent des contre-révolutionnaires occidentaux ». Une majorité d'iraniens sont convaincus qu'il s'agirait de fausses accusations. Quelques mois plus tard, une lettre prétendument écrite par Ali-Akbar Sa'idi Sirjani admet de nombreux crimes contre l'État. 
Son arrestation devient un motif de rassemblement pour les milieux intellectuels iraniens expatriés. Des lettres de protestation sont envoyées à diverses organisations politiques et professionnelles en Europe et aux États-Unis. Des organisations telles qu'Amnesty International, le PEN américain, Human Rights Watch et la Middle East Studies Association (en), ainsi que de nombreuses associations d'écrivains européens.

### Décès
La campagne internationale menée pour sa libération n'aboutit pas. Il meurt en détention 8 mois après son arrestation, sans doute dans l'un des lieux de détention du ministère du Renseignement dans le quartier de Shemiran, au nord de Téhéran. Les autorités iraniennes déclarent que sa mort est due à une crise cardiaque, bien que sa fille, Sayeh Sirjani, affirme que son père n'avait aucun antécédent cardiaque. Sa famille nie également à plusieurs reprises des allégations de toxicomanie. Le gouvernement aurait « refusé de remettre son corps à sa famille ou d'autoriser une autopsie indépendante ».